# Jati Alun Alun
Jati Alun Alun is een bestuurslaag in het regentschap Sidoarjo van de provincie Oost-Java, Indonesië. Jati Alun Alun telt 2373 inwoners (volkstelling 2010).